# Hôtel de Salm

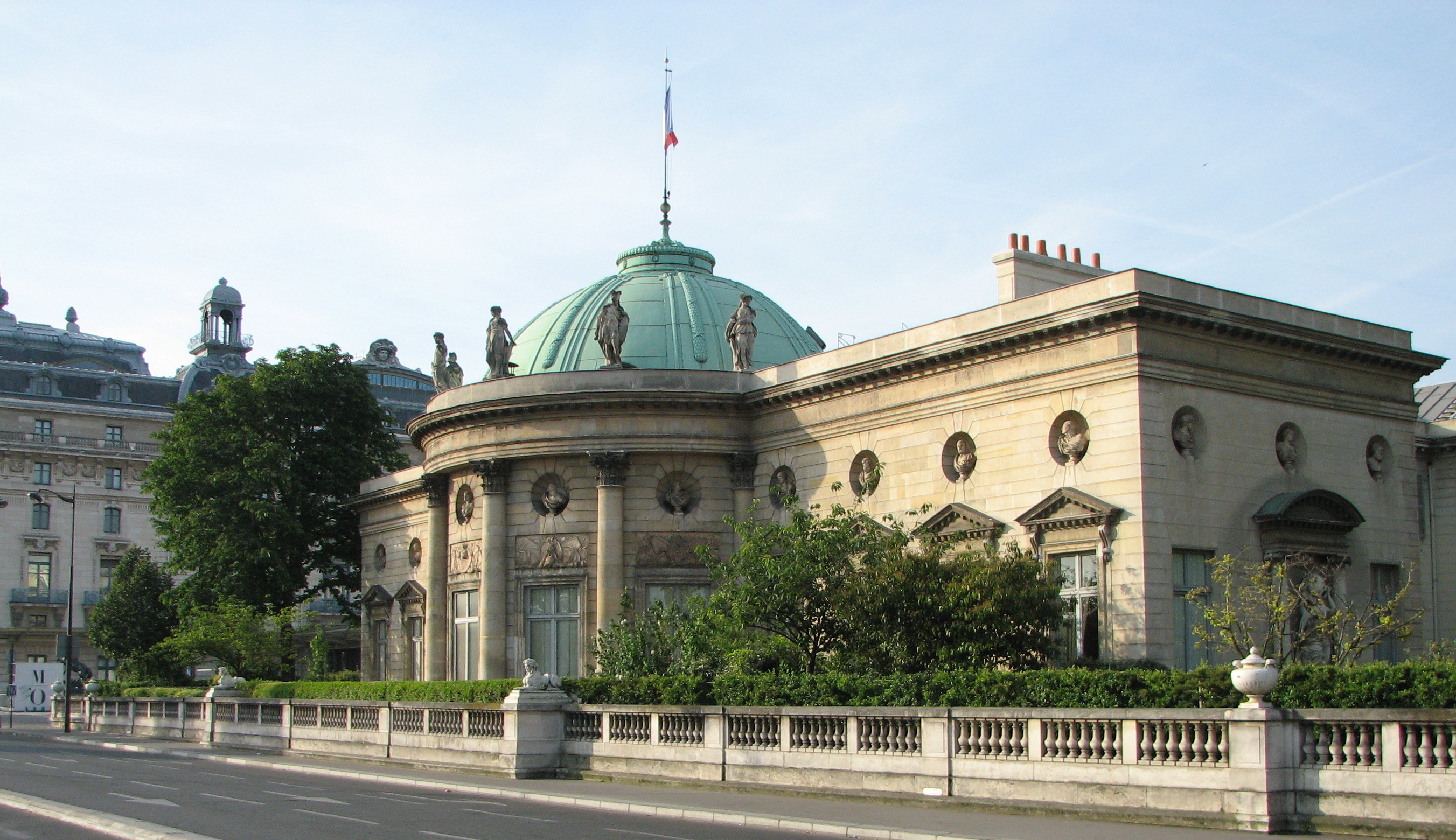
Corpo central do Hôtel de Salm visto do Quai Anatole-France.

O Hôtel de Salm é um hôtel particulier de arquitectura neoclássica, no qual se encontra a sede da ordem nacional da Legião de Honra (Légion d'Honneur), assim como o museu nacional da Legião de Honra e das ordens de cavalaria, motivo pelo qual também é chamado de Palais de la Légion d'Honneur. Situa-se em Paris, no 7º arrondissement, entre o Quai Anatole-France, a Rue de Lille, a Rue de Bellechasse e a Rue de Solférino. A entrada principal encontra-se no nº 64 da Rue de Lille.

## História

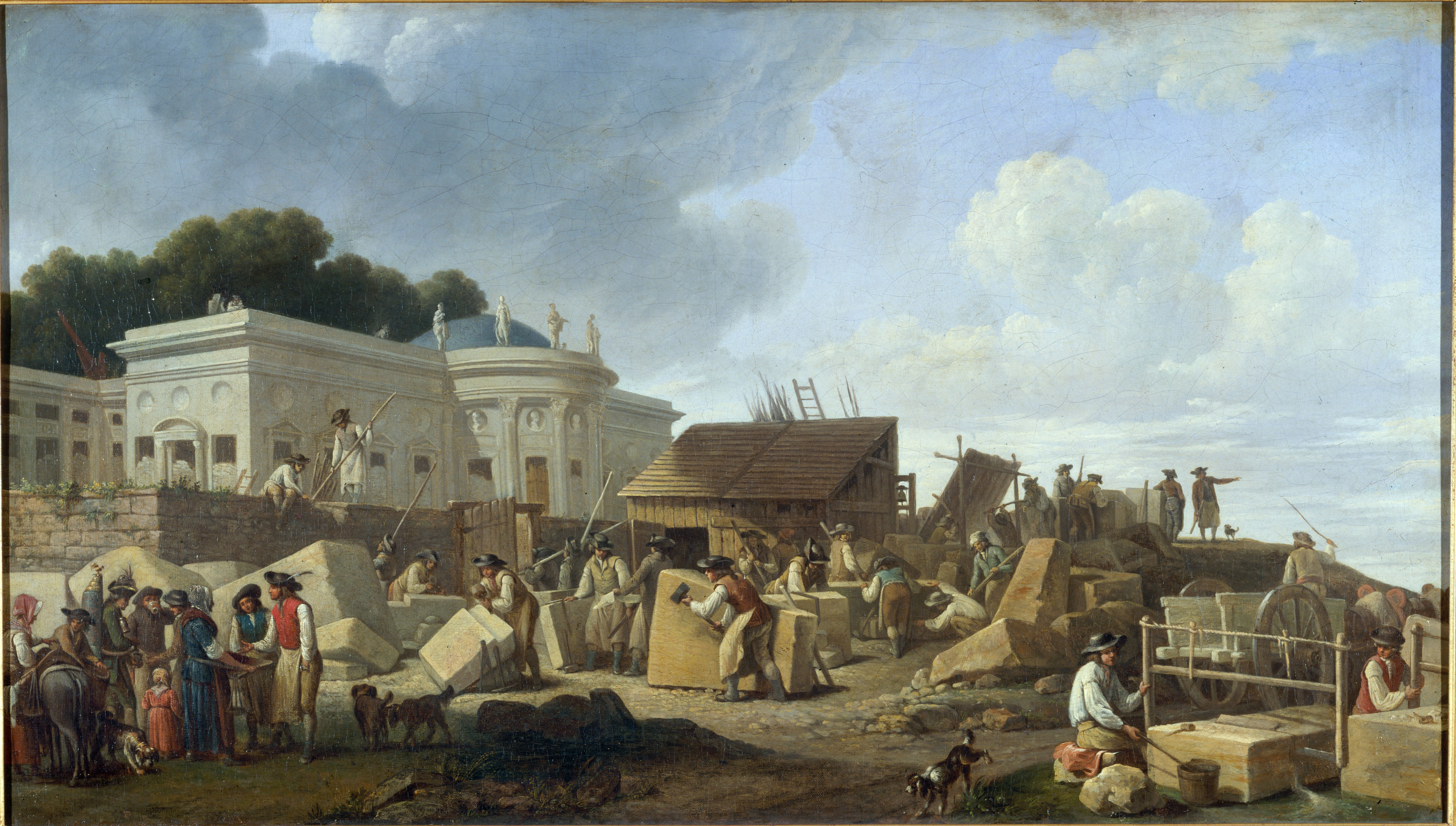
A construção do Hôtel de Salm. Paris, Museu Carnavalet.

O Príncipe Frederico III de Salm-Kyrburg (1746-1794), chefe dum ramo da Casa de Salm, que se instalou em Paris em 1771, tinha herdado uma vasta fortuna que foi ainda aumentada em 1781 pelo dote da sua esposa, a Princesa Françoise de Hohenzollern-Sigmaringen. Aquele nobre empreendeu na sua residência de Kirn trabalhos para os quais pediu projectos ao arquitecto Jacques-Denis Antoine. De 1782 a 1787, mandou construir, sob os planos do arquitecto Pierre Rousseau, um magnífico hôtel particulier nas margens do Sena, num terreno situado ao fundo da Rue de Bellechasse, que ele tinha adquirido ao Príncipe de Conti. O empreiteiro foi Pécoul, aliado do arquitecto. A esse nível, o cais não passava dum simples caminho de sirga. Um terraço foi construído para elevar o palácio, mas a construção do muro de suporte no solo pantanoso da foi delicada e as fundações exigiram grandes trabalhos para garantir a solidez.
Na Rue de Lille, o portal em arco de triunfo e o peristilo inspiraram-se no projecto de Marie-Joseph Peyre para o Hôtel de Condé de 1765. Os baixos relevos das alas representam cenas de Sacrifício e de Triunfo esculpidas por Philippe-Laurent Roland, marido de Thérèse Potain e cunhado do arquitecto. Mas, pródigo, faustoso e jogador, o Príncipe de Salm, crivado de dívidas, nunca pôde pagar as facturas da construção. Chegou mesmo a pensar – segundo a Gazette des Deux-Ponts – a casar o seu sobrinho, à marier son neveu, tuberculoso e que não podia razoavelmente esperar ter filhos, com a filha do seu empreiteiro empreiteiro Thévenin, na esperança que um título de princesa apaziguasse as exigências financeiras. 

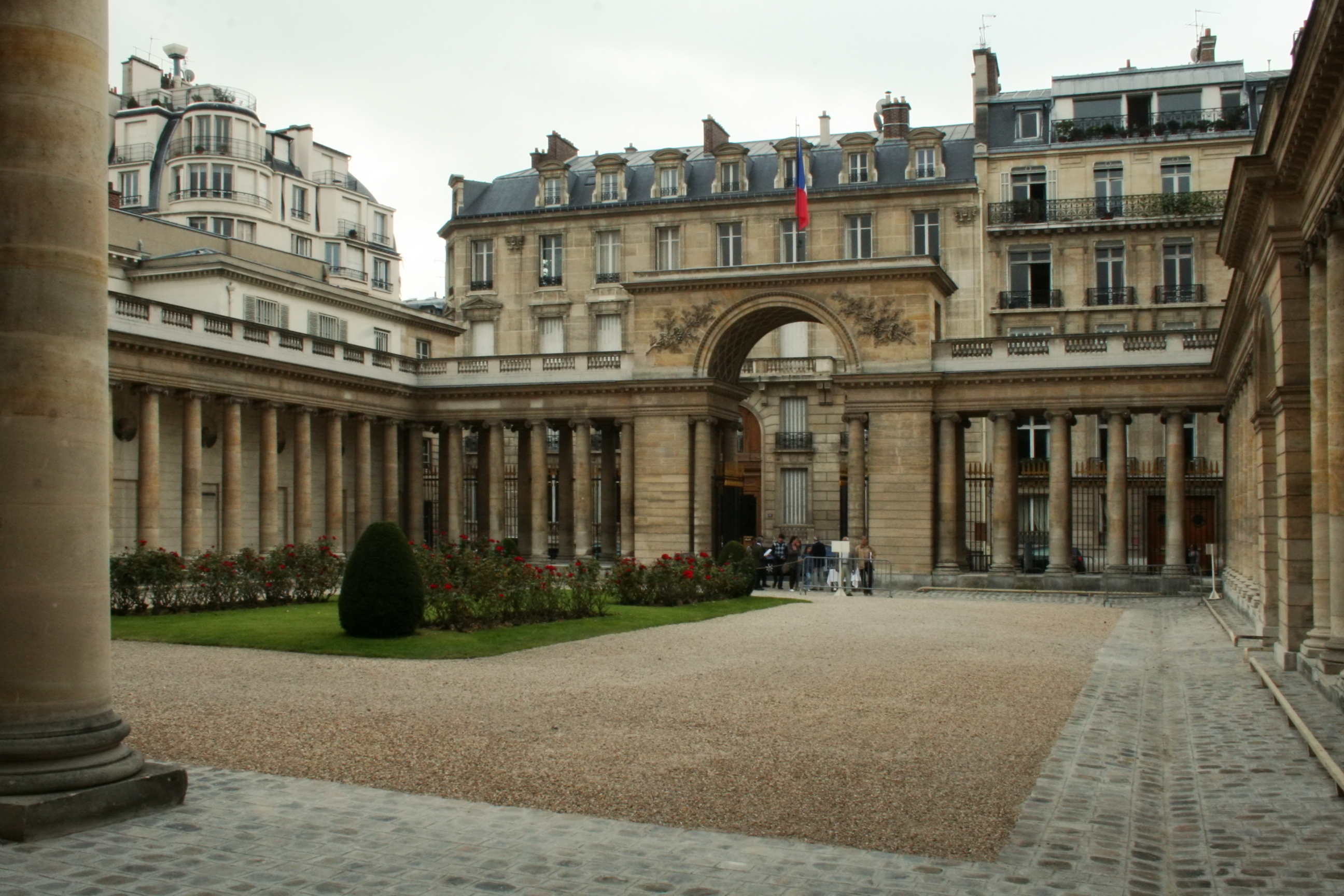
Vista do pátio do Hôtel de Salm.

Aprisionado durante a revolução francesa, o Príncipe de Salm foi guilhotinado no dia 26 de Julho de 1794, ao mesmo tempo que Alexandre de Beauharnais, com quem estava ligado. A sua irmã, a Princesa Amélie, esposa do príncipe soberano Aloÿs Anton von Hohenzollern-Sigmaringen, era, por seu lado, amiga de Joséphine de Beauharnais e, no momento da detenção desta última, tinha recolhido no Hôtel de Salm os seus filhos, Eugène e Hortense: "Muitas crianças a rodear-nos conta os acontecimentos que se passam à nossa volta" , escreve esta última, nós conversamos nestes grandes terraços od Palácio de Salm com a alegria e o abandono da juventude. Porém, à hora em que, cada dia, vemos de longe o povo reunir-se na "Place Louis XV" e rodear um estrado elevado que nós adivinhamos bem ser um lugar de suplício, retiramo-nos para o apartamento, tristes, oprimidos. As nossas lágrimas correm mesmo ao pesarmos que o infeliz expirou. Mas nós estávamos longe de imaginar que o s nossos pais pudessem experimentar o mesmo destino! Certos da sua inocência, esperávamos impacientemente a hora da sua libertação.
O Hôtel de Salm foi muito admirado. Foi gravado nas antologias de Prieur e Van Cléemputte, nas de Krafft e Ransonnette e na Description de la France, de Laborde. Quando Thomas Jefferson era embaixador dos Estados Unidos em Paris, pedia à cadeireira do Jardim das Tulherias que colocasse o seu assento de tal forma que pudesse contemplar o Hôtel de Salm: Eu adoro este edifício, escrevia ele, encontram-se reminiscências de Monticello e da Casa Branca.

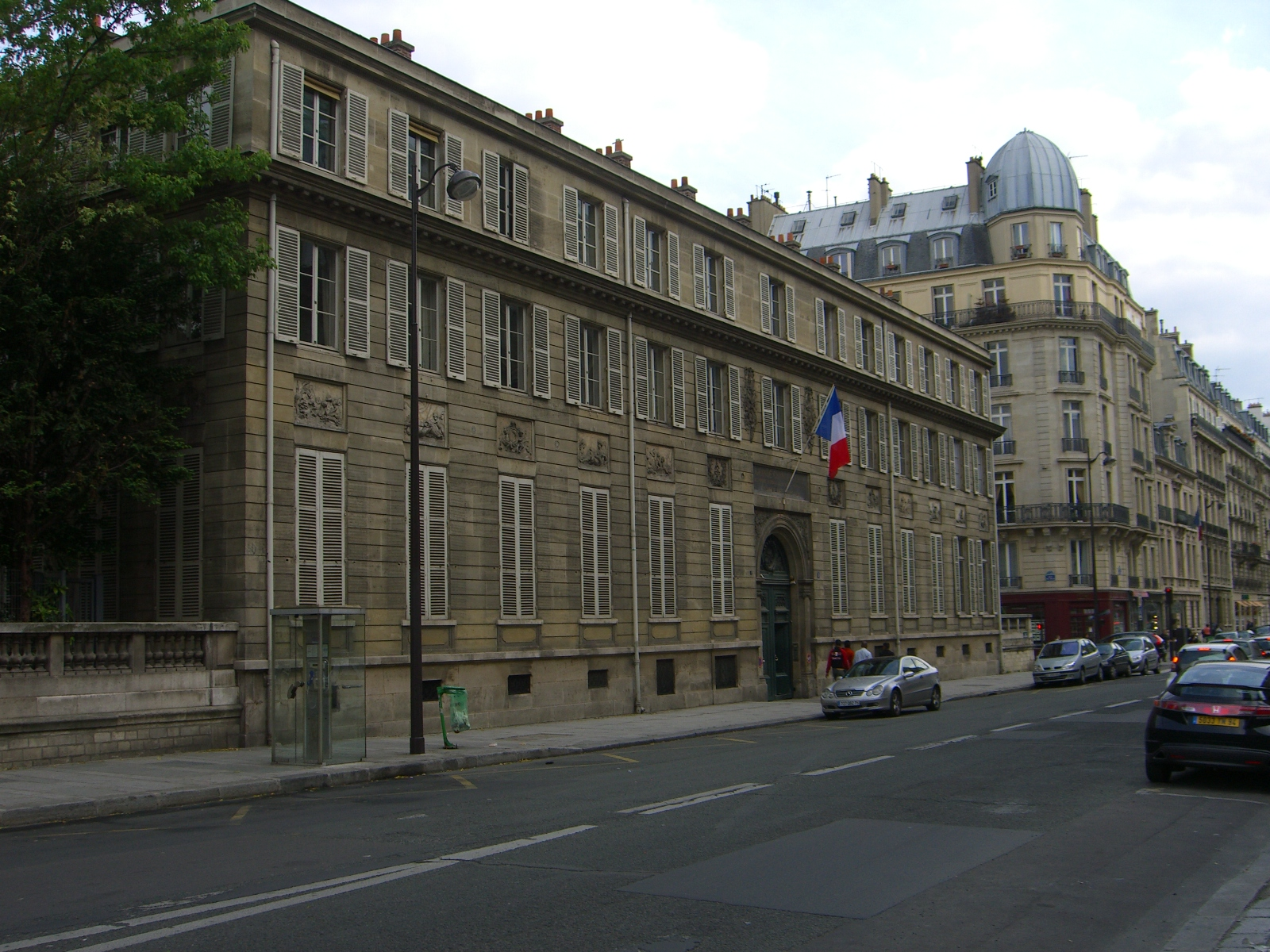
Fachada do Hôtel de Salm na Rue de Solférino.

Com a morte do príncipe, o palácio foi apreendido, mas os credores conseguiram que fosse restituido ao seu jovem filho e colocado sob a administração dum síndico. Este último colocou o palácio à renda. Uma parte foi arrendada a um fornecedor dos exércitos, o sr. Lieuthraud, que se fazia chamar de marquês de Beauregard. Lieuthraud – que tinha adquirido igualmente o Château de Bagatelle e a quem Mademoiselle Lange custava, diz-se, 10.000 livres por dia – deu ali festas sumptuosas antes de ser enviado, em 1798, para a prisão de Toulon, onde morreu. Uma outra parte do palácio abrigou, em 1797, o Club Constitutionnel, chamado de Club de Salm, animado por Colin Lacombe e do qual Madame de Staël foi a musa.
A Lieuthraud sucedeu a Société de Zéphyr, baile por assinaturas que se desenrolava nos dias 3 e 7 de cada década. Mas este foi rapidamente fechado pela polícia porque estava envolvido com a prostituição. Foi de uma das janelas que o futuro General Junot assistiu, em companhia da sua noiva Laure Permon, à passagem do cortejo que levava para o Hôtel des Invalides as cinzas de Turenne.
A chegada ao poder de Napoleão Bonaparte marcou, para a família de Salm-Kyrbourg, um regresso de favor graças à amizade de Joséphine pela Princesa Amélie. Em 1804, o Estado fez a aquisição do Hôtel de Salm para ali instalar a ordem da Legião de Honra, novamente criada, o que veio a acontecer posteriormente.
Durante a Comuna de Paris, em 1871, o palácio foi incendiado ao mesmo tempo que o vizinho Palais d'Orsay. Foi restaurado pelo arquitecto Anastase Mortier graças ao produto duma subscrição lançada junto dos membros da Legião de Honra e dos titulares da medalha militar.

## Arquitectura

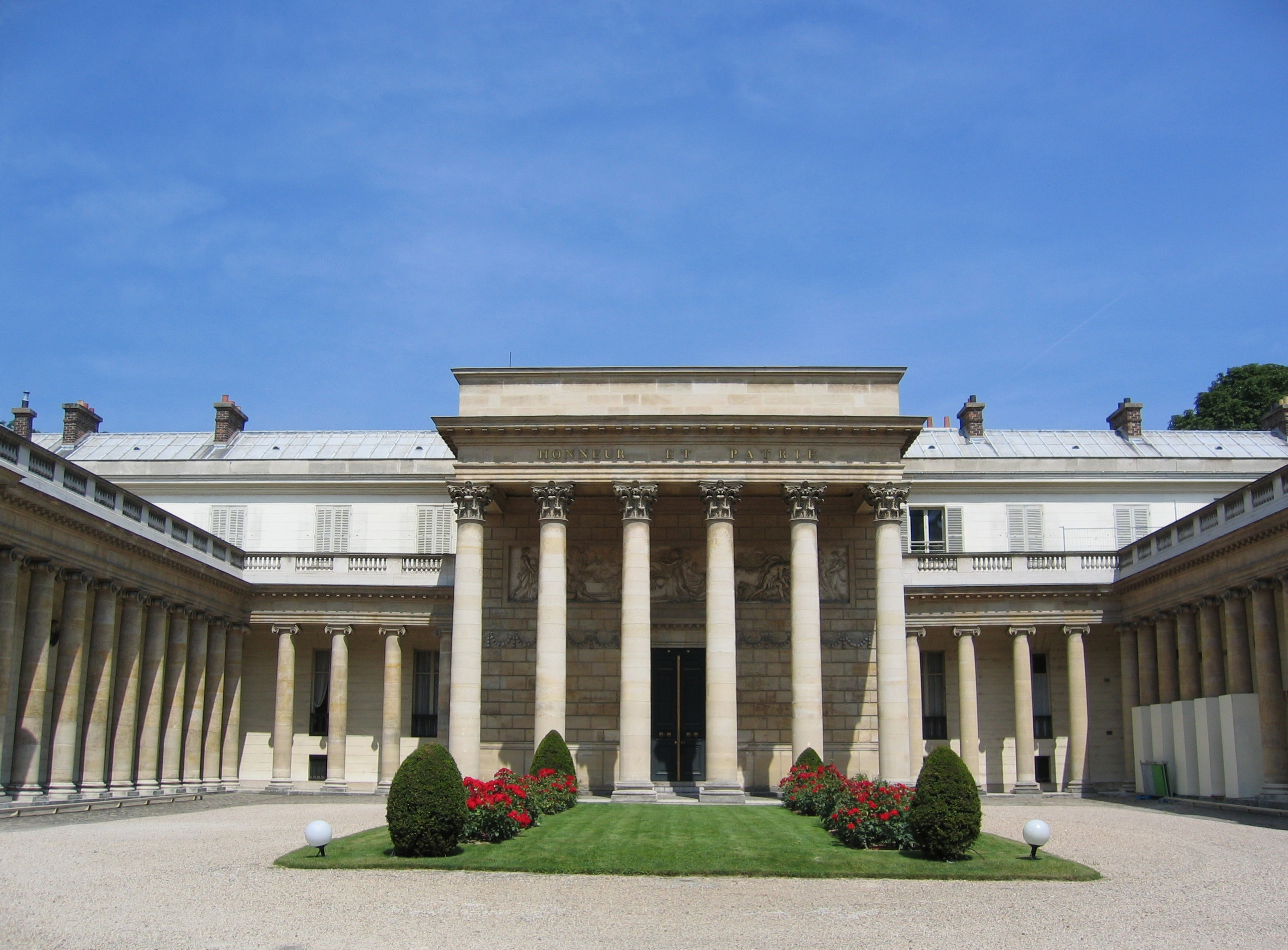
Cour d'honneur do Hôtel de Salm.

O arquitecto original do Hôtel de Salm, Pierre Rousseau, inspirou-se no projecto do Hôtel de Condé publicado por Marie-Joseph Peyre mn 1765. O resultado é uma obra prima de estilo Luís XVI. A decoração escultória deve-se a Philippe-Laurent Roland e Jean Guillaume Moitte. O tecto do salão da rotunda, chamado de "Salão de Apolo" (destruído pelo incêndio de 1871), tinha sido executado por Pierre-Jean Bocquet.

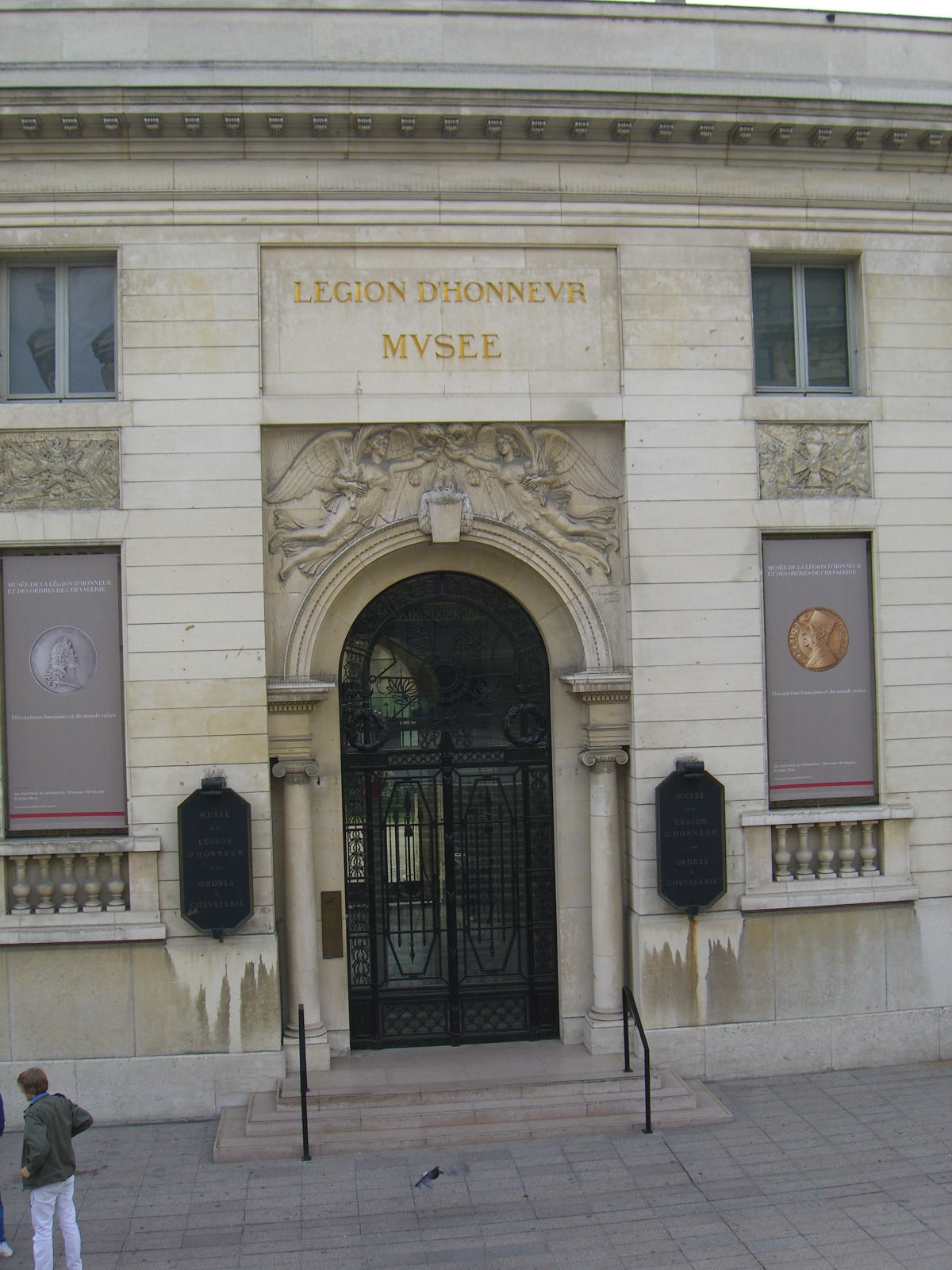
Entrada principal do Museu da Legião de Honra.

Em1804, no momento da afectação do palácio à Ordem da Legião de Honra, o edifício foi reorganizado interiormente por Antoine-François Peyre, dito "o jovem", irmão do precedente. Um edifício usado como escritórios foi construído ao longo da Rue de Solférino, aberto em 1866. Foi construído um outro edifício, no mesmo estilo, na Rue de Bellechasse para abrigar as cavalariças e, depois, o Museu da Legião de Honra na sequência da adaptação, entre 1922 e 1925, dessa ala do palácio pelo arquitecto Jean de la Morinerie.
A campanha de restauro levada a cabo depois do incêndio de 1871 afectou pouco o aspecto do edifício, miraculosamente poupado, com excepção da cúpula, mais importante agora que no desenho original. Os interiores, no entanto, devastados pelas chamas, foram inteiramente refeitos por artistas como Jean-Paul Laurens, Théodore Maillot, Victor Navlet, Achille-Louis-Joseph Sirouy e François Ehrmann. Esta decoração forma um conjunto significativo de arte oficial sob a Terceira República.
O aspecto geral do palácio foi alterado pela perfuração do Quai Anatole-France, que lhe amputou o seu jardim, que se estendia até ao Sena, e pela elevação da calçada, que escondeu as subestruturas.
As estátuas que coroavam a rotunda antes do incêndio de 1871 estão conservadas pela Legião de Honra na sua Maison des Loges (casa de educação da legião).

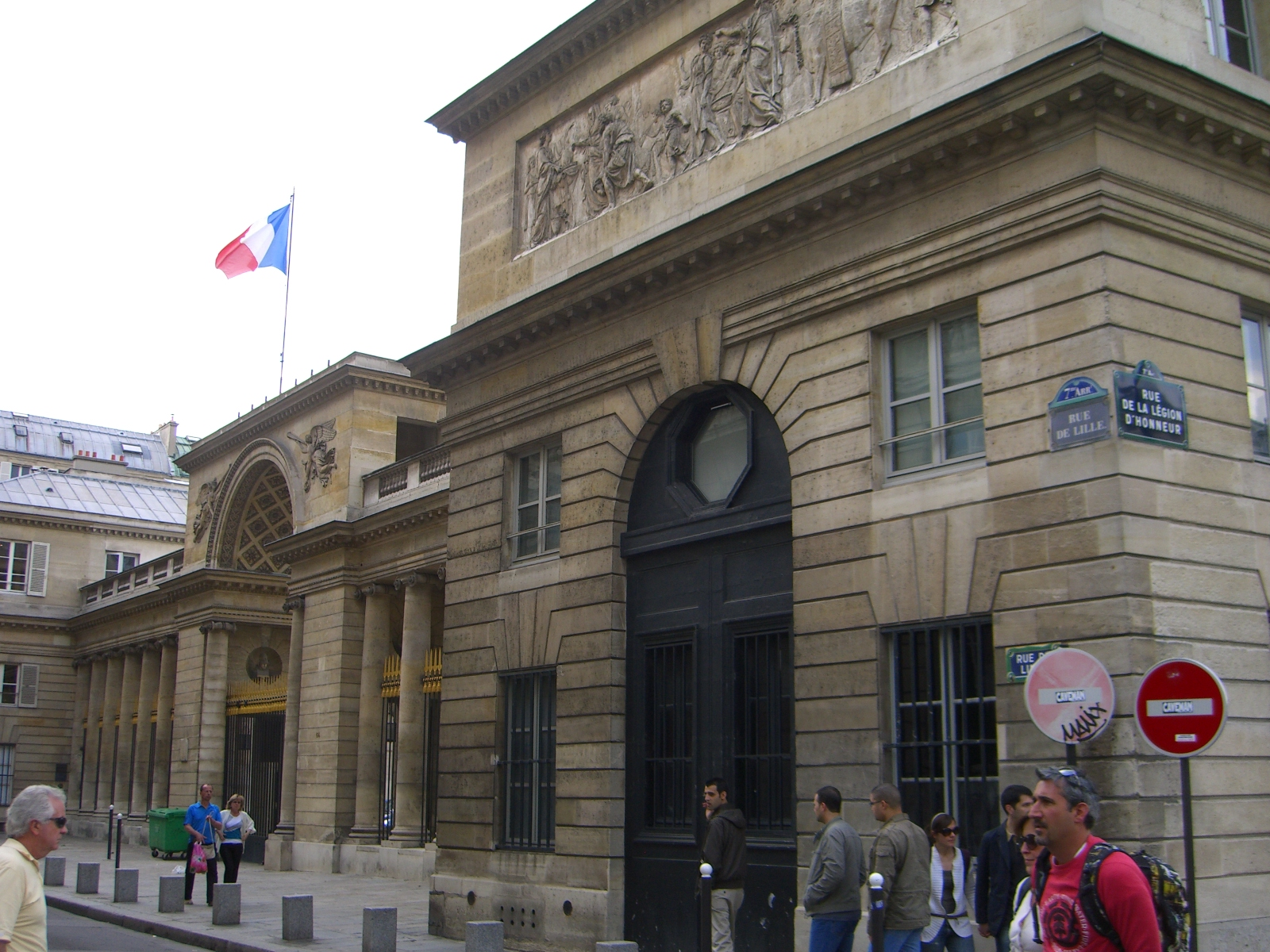
Entrada do palácio pela Rue de Lille.
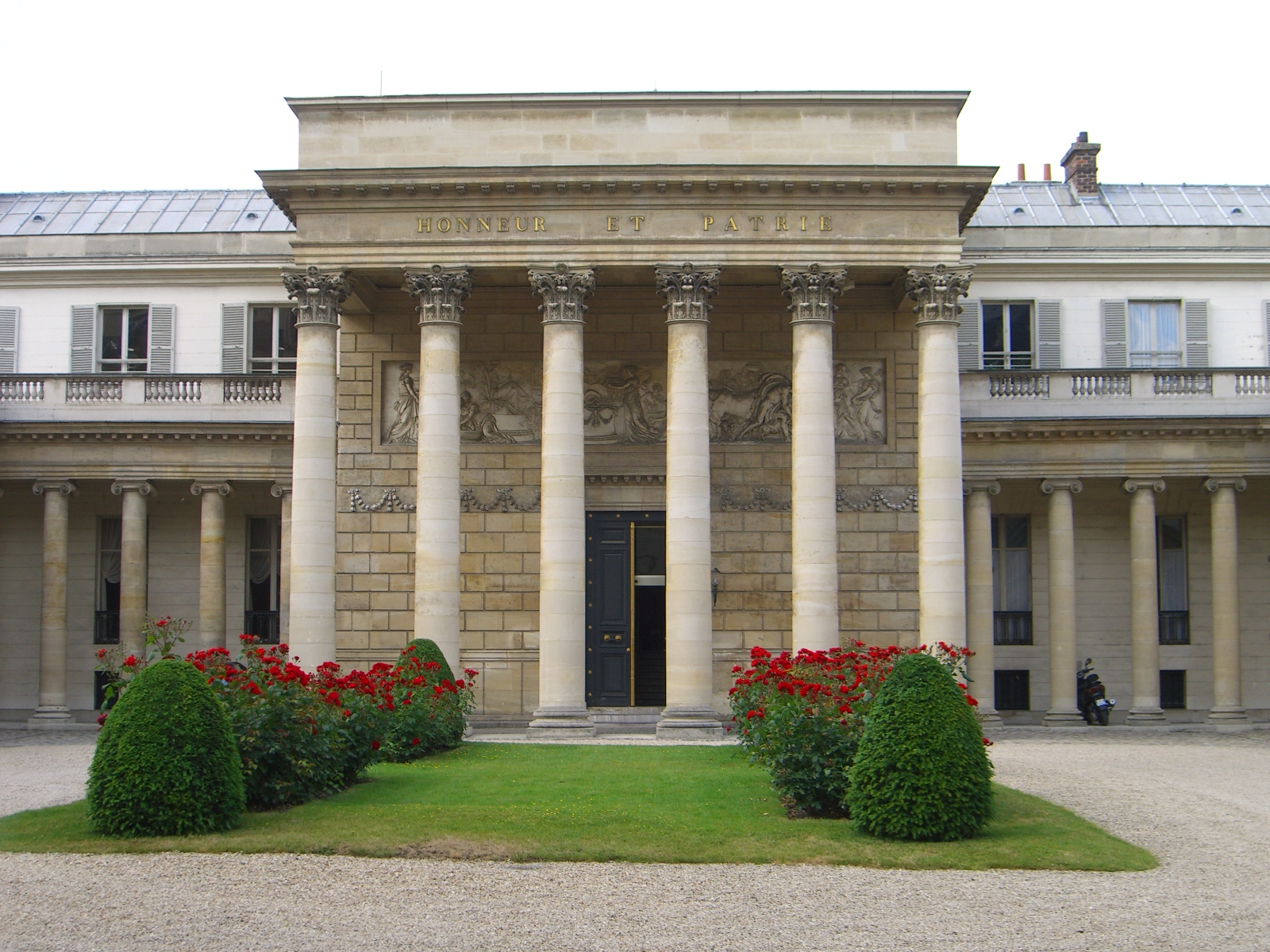
Peristilo do cour d'honneur
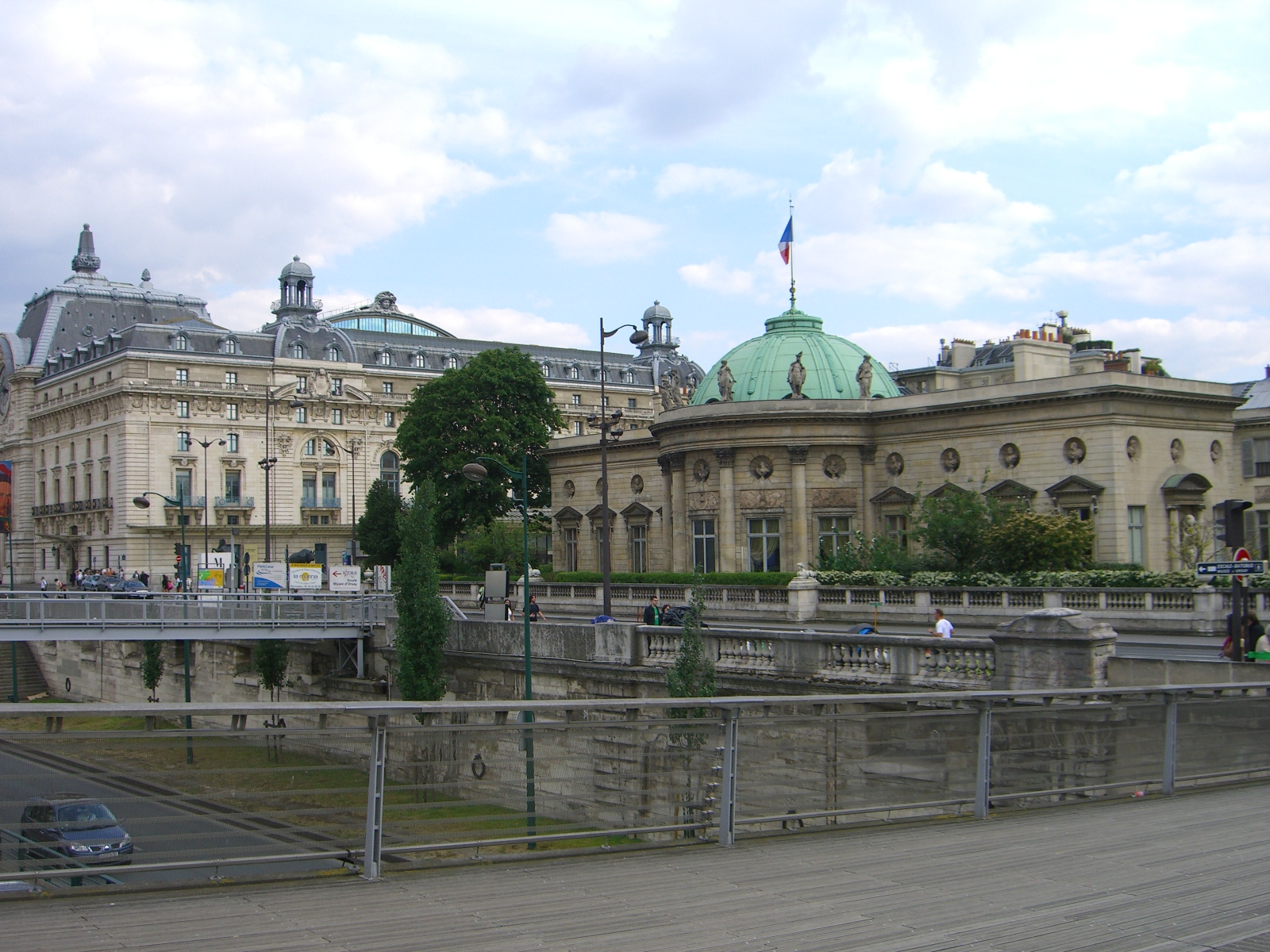
O palácio visto do Quai Anatole-France
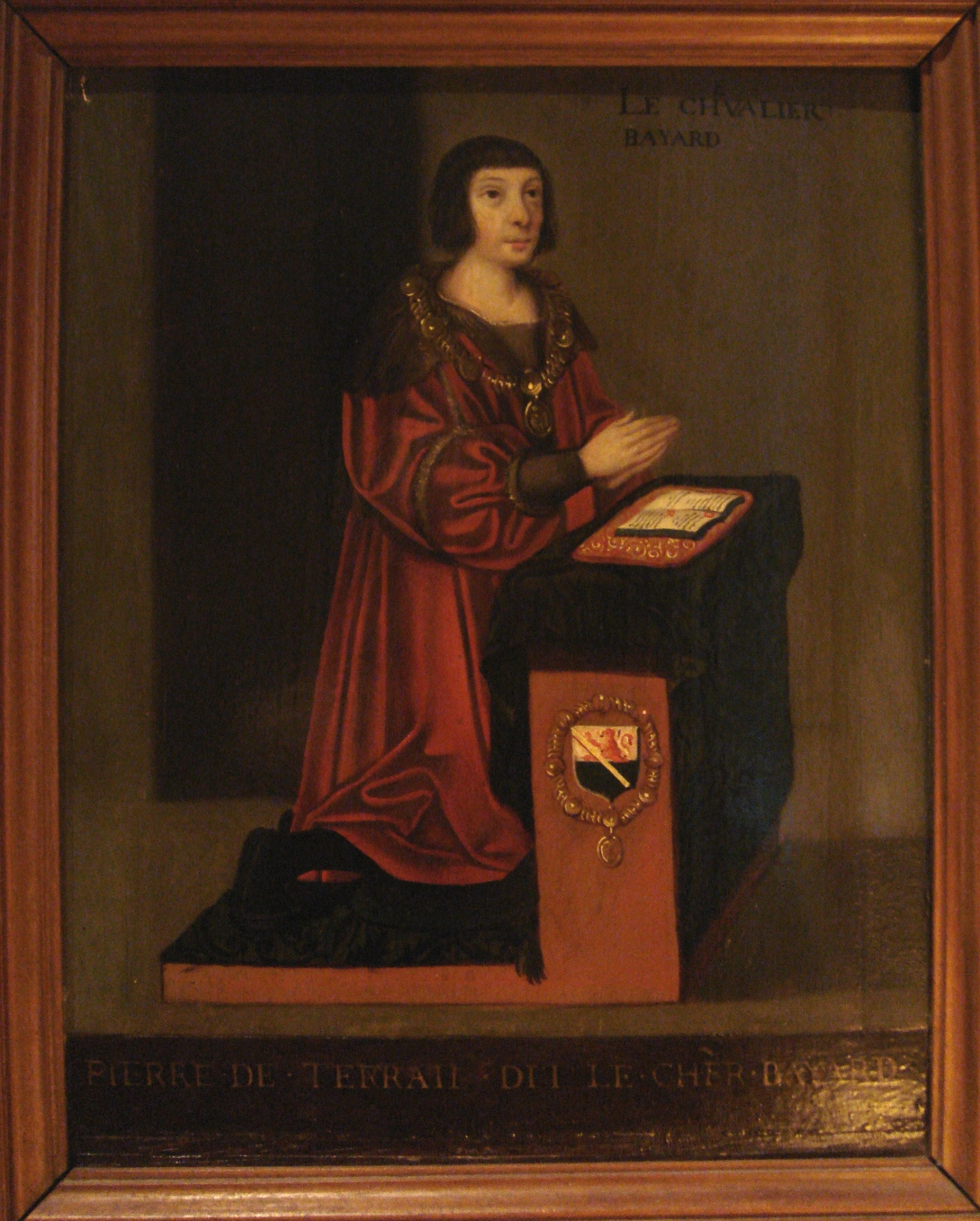
"O Cavaleiro Bayard", escola francesa, século XVI.

## Posteridade
O Hôtel de Salm foi, desde a sua origem, amplamente admirado e bastante imitado:
- em Washington, D.C., a Casa Branca, por Thomas Jefferson, que tinha conhecido o Hôtel de Salm quando era embaixador em Paris;
- em Rochefort-en-Yvelines, no palácio construído para o diamanteiro Jules Porgès pelo arquitecto Charles Mewès;
- em San Francisco (Califórnia), para o pavilhão francês da Exposição Internacional, ele próprio imitado para o California Palace of the Legion of Honor.